# Fantômas (seriado)
Fantômas é um seriado francês em 5 episódios, realizados entre 1913 e 1914. Foram dirigidos, todos os episódios, por Louis Feuillade. Estrelado por René Navarre, como o vilão, Georges Melchior como Jérôme Fandor, Edmond Bréon como o detetive Juve e Renée Carl como Lady Beltham, apresentava o personagem Fantômas, criado por Marcel Allain (1885–1969) e Pierre Souvestre (1874–1914). Fantômas foi criado em 1911 e apareceu em 32 livros escritos em colaboração dos dois autores. Após a morte de Souvestre, Allain escreveu mais 11 volumes da série.

## Sinopse
Um ladrão invade o hotel da Princesa Danidoff, em Paris, e deixa um cartão de visitas assinado “Fantomas”, passando a ser investigado pelo Comissário Juve.

## O  personagem Fantômas
A partir de 1911, durante três anos os autores Pierre Souvestre e Marcel Allain escreveram e publicaram mensalmente 302 páginas sobre Fantômas, volumes esses que tiveram edições de três mil exemplares e foram traduzidos em cerca de vinte línguas, tornando o “Mestre do Terror”, como era chamado, extremamente conhecido e popular. Feuillade tirou os cinco episódios do seriado dos primeiros volumes de Fantômas, dando “a Paris e ao seu subúrbio um papel de primeiro plano”.

## Elenco
- Georges Melchior : Jérôme Fandor, jornalista de 'La Capitale'
- René Navarre : Fantômas/Major Gurn
- Edmond Bréon : Comissário Juve
- Renée Carl : Lady Beltham
- Jane Faber : Princesa Sonia Danidoff
- Naudier : Nibet, cúmplice de Fantômas
- Volbert : Valgrand
- Maillard : o decorador de Valgrand
- Yvette Andréyor : Josephine

## Episódios
- 1. Fantômas - À l'ombre de la guillotine (1913) (br: Fantomas)
- 2. Juve Contre Fantômas (1913) (br: Juve Contra Fantomas)
- 3. Le Mort Qui Tue (1913) (br: O Morto que Mata)
- 4. Fantômas contre Fantômas (1914) (br: Fantomas Contra Fantomas)
- 5. Le Faux Magistrat (1914) (br: O Falso Magistrado)

## Características
Os cinco episódios terminam em cliffhanger, geralmente com Fantômas fazendo uma fuga de última hora, ou, como no final do segundo episódio, Fantômas explodindo a casa da Senhora Beltham com Juve e Fandor, os dois heróis, ainda dentro. Cada episódio era dividido em 3 a 5 partes.

## Episódios

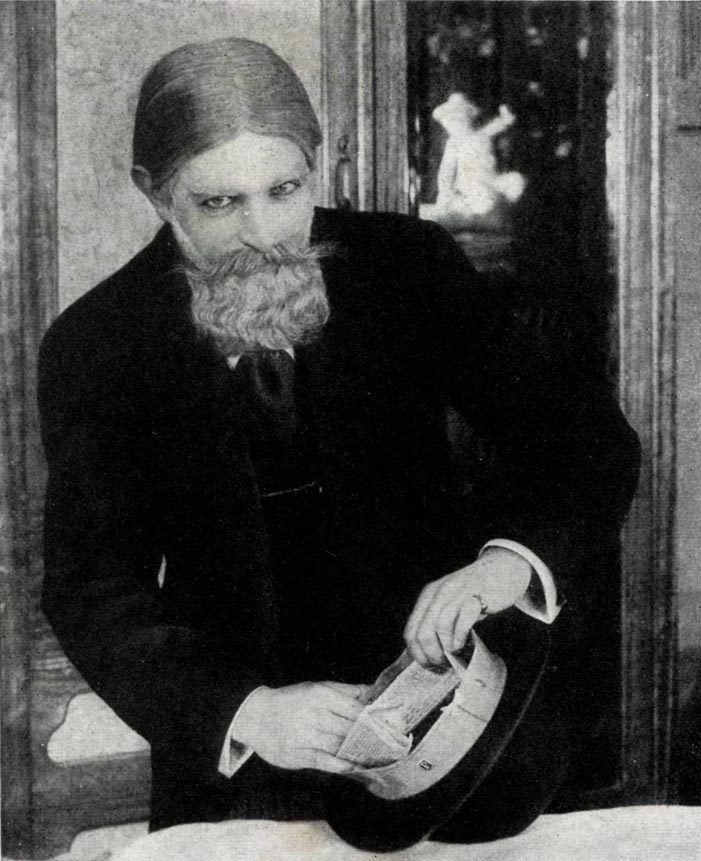
Cena do primeiro filme de Fantômas (1913)

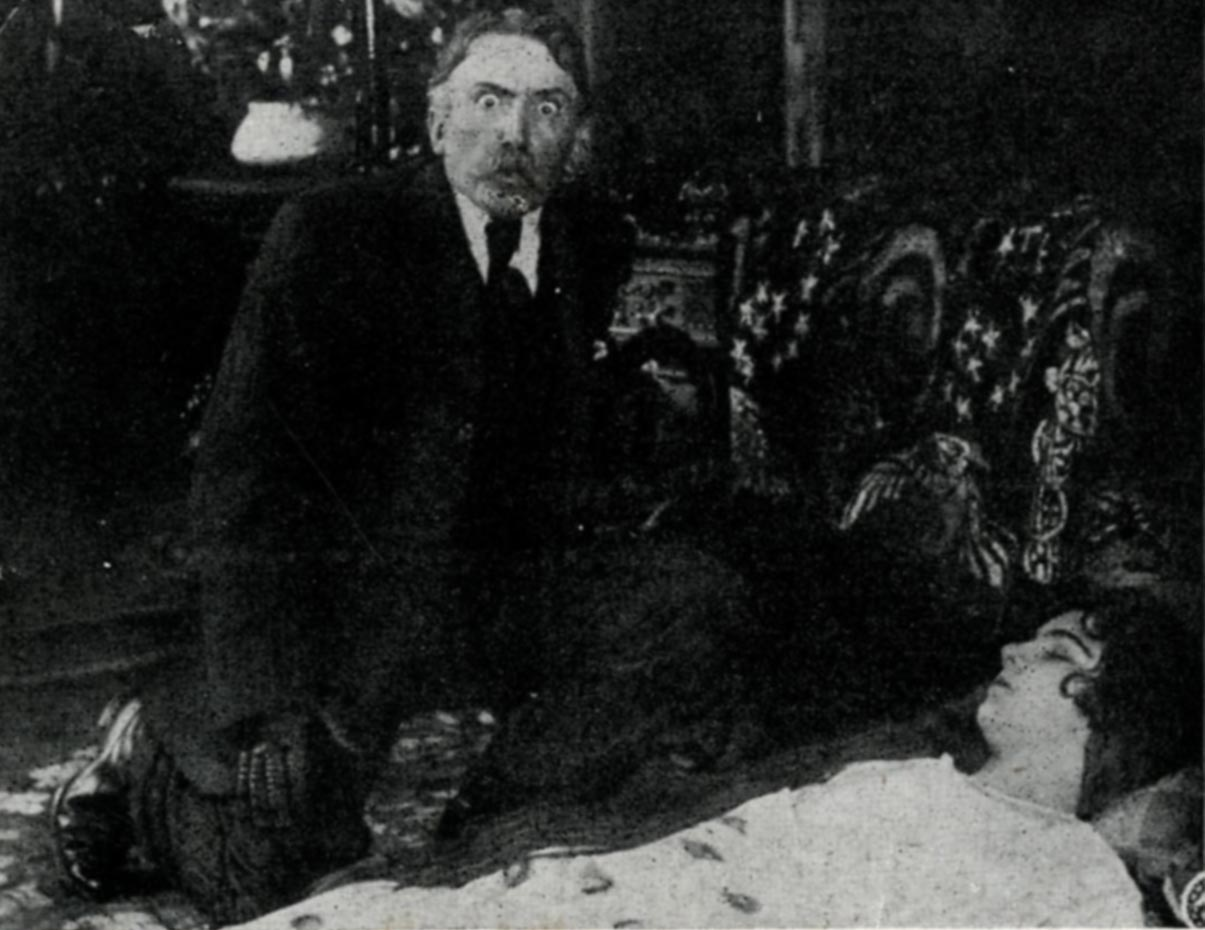
Cena de Fantômas

1. Fantômas I: À l'ombre de la guillotine (br: Fantomas) (1913)
  1. Le Vol du Royal Palace Hotel
  2. La Disparition de Lord Beltham
  3. Autour de l'échafaud
2. Fantômas II: Juve contre Fantômas (br: Juve Contra Fantomas)(1913)
  1. La Catastrophe du Simplar-Expres
  2. Au "Crocodile"
  3. La Villa hantée
  4. L'Homme noir
3. Fantômas III: Le Mort Qui Tue (br: O Morto que Mata)(1913)
  1. Le Drame rue Novins
  2. L'Enquête de Fandor
  3. Le Collier de la princesse
  4. Le Banquier Nanteul
  5. Elizabeth Dollon
  6. Les Gants de peau humaine
4. Fantômas IV: Fantômas contre Fantômas (br: Fantomas Contra Fantomas)(1914)
  1. Fantômas et l'opinion publique
  2. Le Mur qui saigne
  3. Fantômas contre Fantômas
  4. Règlement de comptes
5. Fantômas V: Le Faux Magistrat (br: O Falso Magistrado) (1914)
  1. Prologue
  2. Le Prisonnier de Louvain
  3. Monsieur Charles Pradier, juge d'instruction
  4. Le Magistrat cambrioleur
  5. L'Extradé de Louvain

## Legado

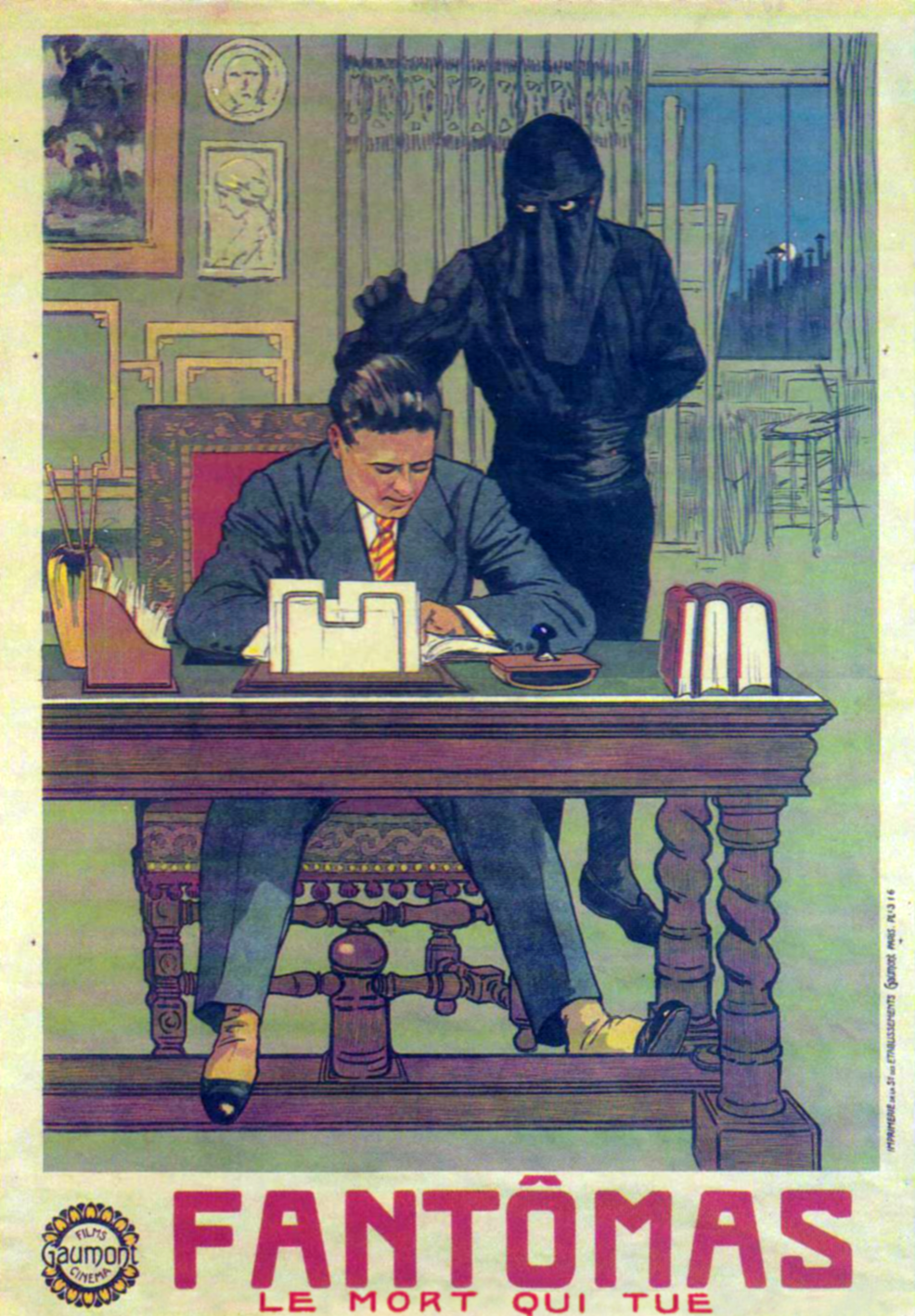
Cartaz do episódio Le Mort qui tue, do seriado Fantômas.

Os 5 episódios, perfazendo um seriado, são considerados clássicos dos filmes mudos. Outro trabalho de Louis Feuillade, Les Vampires, fazia referências a Fantômas e contava a história de um sindicato do crime e não de vampiros verdadeiros. Devido à semelhança estilística com os outros seriados policiais de Feuillade, Les Vampires (1915) e Judex, frequentemente eles são considerados em conjunto, como uma trilogia.
Em 1920, um seriado de 20 episódios de Fantômas foi dirigido por Edward Sedgwick estrelado por Edward Roseman, também sob o título Fantômas, com poucas semelhanças com a série francesa. Na história, o inimigo de Fantômas é o detetive Fred Dixon interpretado por John Willard. Foi lançado parcialmente na França (apenas 12 episódios) com o título de Les Exploits de Diabolos. A novelização do seriado foi escrita por David White para a editora Black Coat com o título Fantômas in America em 2007.
Os 5 episódios foram restaurados sob a direção de Jacques Champreaux e lançados em DVD na Europa em 2006.

## O seriado no Brasil
A estreia no Brasil foi no Radium Cinema, em São Paulo, a 27 de setembro de 1913, sob o título "Fantomas".